# Proruaca harmonica
Proruaca harmonica là một loài bướm đêm trong họ Noctuidae.